# Osman nagi
Osman nagi (Gymnodiptychus dybowskii) – gatunek słodkowodnej ryby promieniopłetwej z rodziny karpiowatych (Cyprinidae).

## Zasięg występowania
Zasiedla jeziora Bałchasz, Ała-kol, Sasykköl, Zajsan i Issyk-kul oraz rzeki Czu, Tałas, Syr-daria i Tarym, wszystkie w środkowej Azji. 

## Charakterystyka
Ciało osmana nagiego ma kształt wrzeciona, głowa jest duża, otwór gębowy typu dolnego, łuski pokrywają skórę jedynie wzdłuż linii bocznej i u podstawy płetw piersiowych oraz w okolicach odbytu. 
Dorasta do 45 (60) cm długości.  
Pożywienie stanowią skorupiaki i larwy owadów, większe osobniki polują niekiedy na małe ryby. W poszukiwaniach pokarmu pomagają osmanowi umiejscowione w pobliżu otworu gębowego wąsiki czuciowe.

## Rozmnażanie
Tarło od lutego do sierpnia.

## Znaczenie gospodarcze
Lokalnie duże, w Kirgistanie jest podstawą rybołówstwa. Mięso spożywa się w postaci świeżej, wędzonej i suszonej. Gonady tego gatunku są trujące.